# Bangarapet
Bangarpet è una città dell'India di 38.684 abitanti, situata nel distretto di Kolar, nello stato federato del Karnataka. In base al numero di abitanti la città rientra nella classe III (da 20.000 a 49.999 persone).

## Geografia fisica
La città è situata a 12° 58' 0 N e 78° 12' 0 E e ha un'altitudine di 842 m s.l.m.

## Società

### Evoluzione demografica
Al censimento del 2001 la popolazione di Bangarpet assommava a 38.684 persone, delle quali 19.661 maschi e 19.023 femmine. I bambini di età inferiore o uguale ai sei anni assommavano a 4.533, dei quali 2.328 maschi e 2.205 femmine. Infine, coloro che erano in grado di saper almeno leggere e scrivere erano 27.900, dei quali 15.094 maschi e 12.806 femmine.